# Каплієнко Олександр Максимович
Олекса́ндр Макси́мович Капліє́нко (нар. 7 березня 1996, Запоріжжя, Україна) — український футболіст, захисник черкаського ЛНЗ.

## Клубна кар'єра
Олександр є вихованцем запорізького футболу.
Його дебют за запорізький «Металург» в першості країни відбувся 6 квітня 2014 року у матчі проти одеського «Чорноморця». Всього в своєму дебютному сезоні він зіграв у двох матчах. У сезоні 2014/15 Олександр стає одним з основних гравців свого клубу. Наприкінці 2015 року покинув «Металург» у зв'язку з ліквідацією клубу.
1 лютого 2016 року прибув на перегляд у харківський «Металіст», гравцем якого офіційно став 17 лютого. У червні того ж року перейшов до складу турецького клубу «Аланьяспор», але вже на початку вересня контракт було розірвано. За турецьку команду не зіграв жодного матчу.
У грудні 2016 року приєднався до лав одеського «Чорноморця». 20 грудня 2017 року стало відомо, що одеська команда припинила співпрацю з Каплієнком.
3 березня 2018 року став гравцем клубу-новачка Вищої ліги Білорусі «Смолевичі». За команду провів 28 матчів, результативними діями не відзначився.
1 березня 2023 року перейшов до «Дніпра-1» на умовах оренди з «Металіста».

## Кар'єра у збірній
Виступав за юнацькі збірні України до 17 та до 19 років. Всього на юнацькому рівні зіграв 6 матчів.

## Досягнення
«Динамо» (Тбілісі):
 Чемпіон Грузії: 2019
«Дніпро-1»:
 Срібний призер чемпіонату України: 2022/23